# Núi Tate
Núi Tate (立山 (Lập sơn) Tate-yama, gọi kiểu Việt là "núi Lập") nằm ở khu vực đông nam của quận Toyama, Nhật Bản. Đây là một trong những đỉnh núi cao nhất thuộc dãy núi Hida ở 3.015 m (9.892 ft), và là một trong Tam linh sơn (三霊山 (Tam Linh sơn) Sanreizan, "ba ngọn núi linh thiêng") của Nhật Bản cùng với núi Phú Sĩ và núi Haku. Mùa leo núi Tate từ tháng 4 đến tháng 11. Người đầu tiên leo núi này là Saeki no Ariyori vào thời kỳ Asuka của Nhật Bản. Khu vực này được chỉ định là vườn quốc gia Chūbu-Sangaku vào ngày 4, tháng 12 năm 1934.

## Tên gọi
Kanji dành cho núi (立山 Tateyama), được gọi là Tateyama trong tiếng Nhật, có nghĩa là "đứng 立 hoặc nổi bật 顕" và "núi," theo thứ tự. Cách phát âm của tate là hai âm tiết tương tự như tah-tei chứ không phải gate. Chính quyền quận Toyama sử dụng tên gọi núi Tateyama như một bản dịch chính thức của núi Nhật Bản (mặc dù không cần thiết, "núi núi Tate") bởi vì núi trùng tên với thị trấn lân cận thuộc Tateyama. Một số người dân địa phương nói tiếng Anh chỉ sử dụng tên Nhật Bản Tateyama khi đề cập đến những ngọn núi, cả hai phiên bản được sử dụng thay thế cho nhau.

## Địa chất
Địa chất núi gồm chủ yếu là granite và gneiss. Tuy nhiên, nằm dọc theo sườn núi và cao nguyên về phía tây 2 km (1,2 mi) của đỉnh núi là một núi lửa dạng tầng andesite-dacite, gây nhầm lẫn cũng tên Tateyama do núi họ hàng xa nổi tiếng hơn. Núi lửa này có độ cao 2.621 m (8.599 ft), và đã có lịch sử phun trào nhỏ, gần đây nhất vào năm 1839.

## Địa lý

### Tọa lạc
Tateyama nằm ở phía đông nam quận Toyama. Dưới chân núi là thị trấn Tateyama, có thể tiến đến bằng xe lửa từ thành phố trực thuộc quận, Toyama. Giao thông công cộng sẽ khiến người leo núi và du khách xa đến tận nhà ga Murodo Plateau ở độ cao 2.450 m (8.038 ft), từ đó cá nhân có thể leo lên đến đỉnh núi bằng cách đi bộ. Nơi dây có sông băng duy nhất ở Nhật Bản.

### Thắng cảnh núi
Nằm gần đỉnh núi là mộ Oyama, nơi người leo núi có thể nhận được một ly rượu sake phước lành và ấm áp từ một linh mục. Ngoài ra còn có một khu vực nghỉ ngơi nơi người leo núi có thể mua thức ăn, đồ uống và đồ lưu niệm.
Nằm trên cao nguyên Murodo là một khu vực mua sắm và tắm suối nước nóng. Suối nước nóng tại Tateyama nổi tiếng được biết đến với việc sử dụng nước suối lưu huỳnh cho phòng tắm, để lại một hương thơm nồng nàn có thể phát hiện ra ngay cả khi di chuyển cao lên núi.
Vào những ngày trời quang, người leo núi có thể nhìn thấy thác nước Shōmyō (thác nước cao nhất tại Nhật Bản) băng qua thung lũng trong lúc đi dọc theo con đường chính từ ga Tateyama đến cao nguyên Murodo.
Từ tháng Tư đến tháng Sáu, bạn có thể thưởng thức bức tường tuyết xinh đẹp tên là Yukino-ōtani, cao khoảng 15–20 m. Còn có nhiều dịch vụ hợp đồng từ Đài Bắc, Inchon và Thái Lan trong mùa cao điểm.

### Truyền thông
Leo 3015m độ cao Tateyama chỉ là một chuyến đi trong ngày. Tateyama Kurobe Alpine Route có sẵn dụng cụ cá nhân và tham quan xe buýt từ ga Toyama cũng có sẵn cho du lịch theo nhóm.
Từ Toyama đến Tateyama Station (Toyama) bằng Toyama Chihō Railway Tateyama Line, sau đó đến nhà ga Bijodaira bằng ô tô cáp Tateyama, bạn có thể leo lên đến độ cao 2450m nhà ga Murodō bằng xe buýt ngắn của Tateyama Kurobe Alpine Route, xấp xỉ 3 giờ tổng cộng. Trong suốt mùa hè, xe buýt ngắn giữa Toyama và Murodō có sẵn. 2 giờ đi bộ đến đỉnh núi Tateyama sẽ đưa bạn đến những thắng cảnh đẹp của Alps Nhật Bản. Từ đỉnh núi, bạn có thể ngắm nhìn núi Fuji vào một ngày đẹp trời. Lưu ý rằng bạn phải mặc một cái gì đó để giữ ấm cơ thể ngay cả trong mùa hè và những đôi giày nặng để leo trèo.
Nếu bạn muốn xem mặt trời mọc từ phía trên, bạn có thể ở tại Ichinohashi Sanso (trạm nghỉ trên núi), bạn có thể đi đến sau 1 giờ đi bộ từ Murodō.

### Núi gần đó

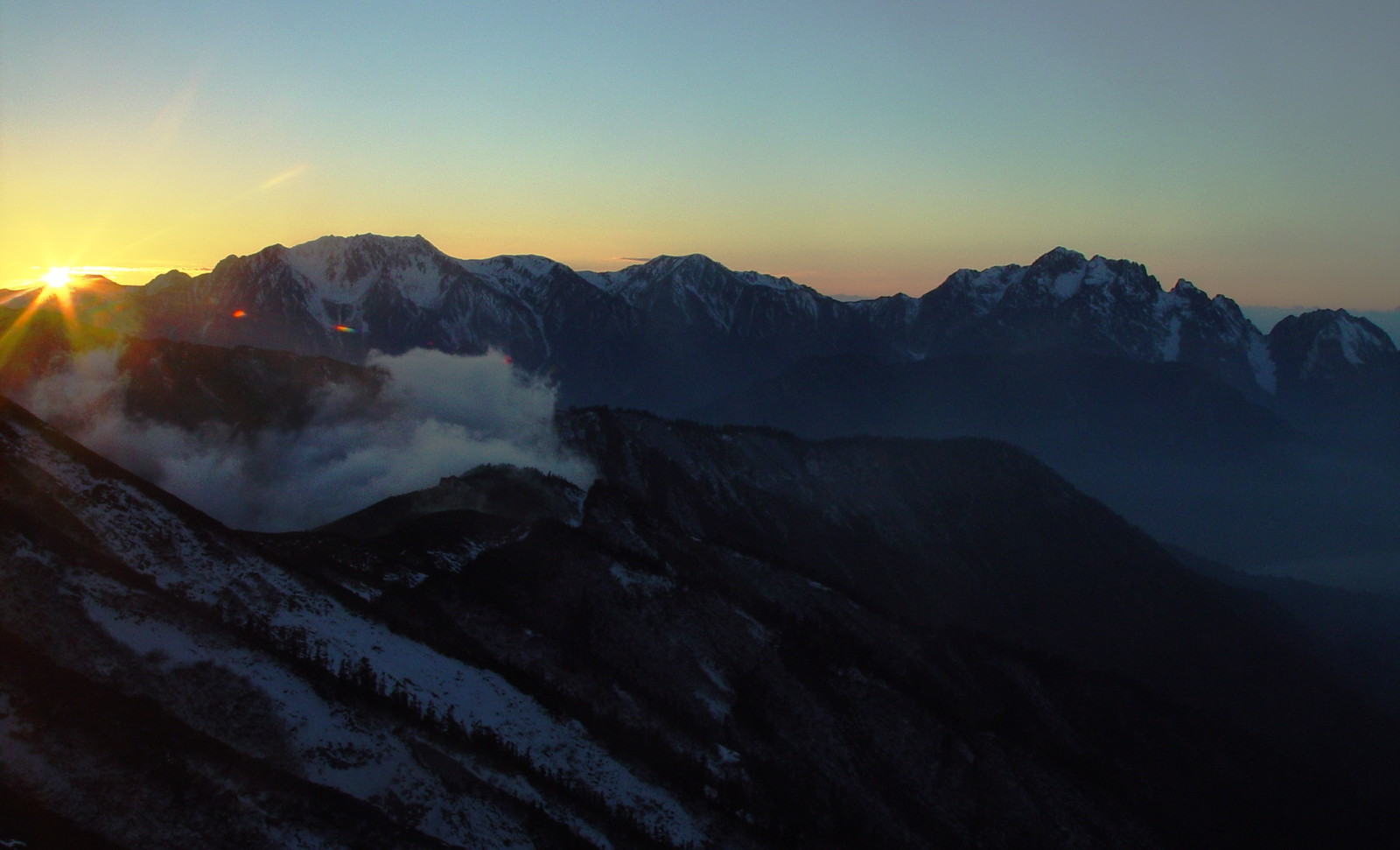
Mount Tate, Mount Bessan and Mount Tsurugi seen from Mount Kashimayari at sunset

| Hình ảnh | Núi               | Độ cao so với mặt biển | Khoảng cách và phương hướng từ trên đỉnh | Ghi chú                                                 |
| -------- | ----------------- | ---------------------- | ---------------------------------------- | ------------------------------------------------------- |
|          | Tsurugi 剱岳      | 2.999 m (9.839 ft)     | 5,3 km (3,3 mi) Phía bắc                 | 100 núi nổi tiếng Nhật Bản                              |
|          | Bessan 別山       | 2,880 m (9 ft)         | 2,4 km (1,5 mi) Phía bắc                 |                                                         |
|          | Tate 立山         | 3.015 m (9.892 ft)     | 0 km (0,0 mi)                            | 100 núi nổi tiếng Nhật Bản núi cao nhất tại quận Toyama |
|          | Ryuō 龍王岳       | 2,872 m (9 ft)         | 1,7 km (1,1 mi) Tây nam                  |                                                         |
|          | Harinoki 針ノ木岳 | 2.820,60 m (9.254 ft)  | 7,2 km (4,5 mi) Tây nam                  | 200 núi nổi tiếng Nhật Bản                              |
|          | Akaushi 赤牛岳    | 2.864,23 m (9.397 ft)  | 12,8 km (8,0 mi) Phía nam                | 200 núi nổi tiếng Nhật Bản                              |
|          | Yakushi 薬師岳    | 2.926,01 m (9.600 ft)  | 13,7 km (8,5 mi) Tây nam                 | 100 núi nổi tiếng Nhật Bản                              |

### Sông
Ngọn núi này là nguồn gốc của nhiều dòng sông chảy theo sau, mỗi sông trong số đó chảy vào biển Nhật Bản.
- Sông Hayatsuki
- Tsurugisawa, nhánh của sông Kurobe

## Phong cảnh núi Tate
|                                 |                        |                                    |                                      |
| Núi Tate từ Higashi-Ichinokoshi | Núi Tate từ núi Bessan | Núi Tate và núi Tsurugi từ núi Jii | Núi Tate và núi Tsurugi từ núi Asahi |